# ТЕС Сиддгіргандж (BPDB)
ТЕС Сиддгіргандж (BPDB) (англ. Siddhirganj) – теплова електростанція на південно-східній околиці Дакка, яка належить державній компанії Bangladesh Power Development Board (BPDB).
У 1950-х роках на майданчику станції стали до ладу три парові турбіни потужністю по 30 МВт. Крмі того, станом на 1960-й тут діяли дизель-генераторні установки загальною потужністю 18 МВт. А в 1970-му ТЕС підсилили паровою турбіною з показником у 50 МВт. Наразі всі ці об’єкти виведені з експлуатації (останньою була парова турбіна потужністю 50 МВт, яка вибула в 2007-му).
В 2004 році на майданчику станції став до ладу конденсаційний енергоблок потужністю 210 МВт, основне обладнання для якого постачили з Росії – паровий котел Таганрозького котельного заводу, турбіна Ленінградського металічного заводу та генератор від Електросила. У 2018/2019 році їх фактична чиста паливна ефективність становила лише 25,9%.
У певний момент для покриття зростаючого попиту на електроенергію в Бангладеш почали широко використовувати практику оренди генеруючих потужностей – державна BPDB укладала угоди із приватними компаніями, які розміщували на майданчиках існуючих теплоелектростанцій генеруючі установки на основі двигунів внутрішнього згоряння, котрі могли бути швидко змонтовані, а в майбутньому демобілізовані. Зокрема, в 2011-му на ТЕС Siddhirganj компанія Desh Energy встановила 96 установок Caterpillar D3512B потужністю по 1,2 МВт, при цьому за угодою з BPDB загальна номінальна потужність цієї орендної станції становила 100 МВт. У середині 2010-х уклали новий договір, за яким номінальна потужність майданчику Desh Energy зменшувалась до 50 МВт. На його виконання встановили інші генераторні установки – 3 MAN 18V/48/60 потужністю по 19,3 МВт.
В тому ж 2011-му почала роботу й орендна станція від компанії Dutch Bangla Power and Associates. Тут встановили 12 генераторних установок Wartsila 20V32 загальною потужністю 107 МВт (за угодою з BPDB номінальна потужність цієї станції становить 100 МВт).
Для охолодження використовують воду із річки Шіталашк’я (Sitalakhya, рукав Брахмапутри, який приєднується до річки Дхалешварі неподалік від впадіння останньої у Мегхну).
З 1968 року станція споживає природний газ, який наразі може надходити по трубопроводах Тітас – Дакка та Бахрабад – Дакка.
Видача продукції відбувається по ЛЕП, розрахованим на роботу під напругою 132 кВ та 230 кВ.
Можливо відзначити, що поряд з майданчиками BPDB працює ТЕС Siddhirganj компанії EGCB.